# Mayor de Ayala
Mayor de Ayala (¿?-¿?), también conocida como María de Ayala, fue una dama de la nobleza castellana de la Casa de Ayala, que ostentó el señorío de Mártioda y los Huetos (Álava) por su matrimonio con Ruy Díaz de Mendoza.

## Orígenes familiares
Se desconoce su fecha de nacimiento; también la de su defunción. Fue hija de Pedro López de Ayala (1332-1407), el famoso canciller mayor de Castilla, poeta y cronista que ostentó importantes oficios regios y desempeñó misiones diplomáticas bajo los reinados de Pedro I, Enrique II y Juan I de Castilla, y de Leonor de Guzmán, señora de Cuartango y Morillas (Álava). Tuvo dos hermanos varones, Fernán Pérez de Ayala y Guzmán, Pedro López de Ayala y Guzmán, y otras dos hermanas, Elvira López de Ayala y María de Ayala y Guzmán.

## Biografía
Se conoce poco sobre su vida. Los primeros datos documentados son de 1409, pues su nombre aparece citado en varios manuscritos. El resto de las noticias se conocen de forma indirecta. Se sabe que contrajo matrimonio con Ruy Díaz de Mendoza, señor de Mendívil, la Rivera, Mártioda y los Huetos. Este matrimonio obedecía a las estrategias señoriales marcadas por su padre, ya que enlazaba así con otro miembro de los Mendoza, linaje con el que los Ayala se hallaban emparentados. Además, estaba bien posicionado en la corte, ya que era Montero Mayor del rey Enrique III. Sin embargo, Ruy Díaz murió por causa de una enfermedad en 1404, de manera que Mayor de Ayala quedó viuda. La prematura muerte de su esposo la dejó al cargo del señorío y de la tutela de sus dos hijas menores. La dama se apoyó para ello en sus progenitores, sobre todo en su madre, Leonor de Guzmán, quien asumió la labor de concertar matrimonios ventajosos para sus nietas.

## Matrimonio y descendencia
Fruto de su matrimonio con Ruy Díaz de Mendoza nacieron:
- María de Mendoza, que heredó a la muerte de su padre las posesiones correspondientes a la casa de los Hurtado de Mendoza en Mártioda y los Huetos. Contrajo matrimonio, en primeras nupcias, con Diego Pérez Sarmiento, señor de Salinas;[3] y, en segundas, con Juan de Mendoza.[4]
- Leonor de Mendoza. Contrajo matrimonio, en primeras nupcias, con Juan Enríquez, hijo natural de Alonso Enríquez, Almirante de Castilla entre 1405 y 1429;[5] y, en segundas, con Rodrigo Álvarez Osorio, señor de Cabrera y Ribera.